# مقاطعة هاردين (كنتاكي)
مقاطعة هاردين (بالإنجليزية: Hardin County)‏ هي إحدى المقاطعات في ولاية كنتاكي في الولايات المتحدة الأمريكية.

## أعلام
- جون هيلم
- الكسندر بي. مونتجومري